# Roststrupig ökenlöpare
Roststrupig ökenlöpare (Rhinoptilus bitorquatus) är en nattlevande akut hotad vadarfågel i familjen vadarsvalor som enbart förekommer mycket lokalt i Indien.

## Utseende
Roststrupig ökenlöpare är en 27 centimeter lång och har två bruna bröstband. Den har en karaktäristiskt kompakt kropp och är en nattlevande ökenlöpare. Näbben är rätt kort och gul med svart spets. Den har en svartaktig hätta, ett brett gulbrunt ögonbrynsstreck och en orange eller kastanjefärgad strupfläck. I flykten syns den mestadels svarta stjärten och en vit fläck på vingarna nära de svarta handpennornas spetsar.

## Utbredning och status
Arten förekommer enbart i sydöstra Indien, i delstaten Andhra Pradesh och allra sydligaste Madhya Pradesh. Den var endast känd från några få exemplar och ansågs utdöd när den återupptäcktes 1986. Den har därefter setts på sammanlagt sju olika lokaler, de flesta inom reservatet Sri Lankamaleswara WildLife Sanctuary. De undersökta områdena uppehåller endast åtta individer, men andra områden kan rymma hundratals individer. Världspopulationen uppskattas därför till 70-400 individer. De senaste tio åren anses den ha minskat i antal till följd av habitatförlust. Internationella naturvårdsunionen IUCN kategoriserar arten som akut hotad.

## Ekologi
Fågeln bebor torr mark med både törnig (med Acacia, izyphus och Carissa) och icke-törnig (Cassia, Hardwickia och Anogeissus) buskskog och snår med barmark emellan, i klippiga förberg i Östra Ghats. Den är huvudsakligen nattaktiv.

## Namn
Fram tills nyligen kallades den jerdonökenlöpare eller Jerdons ökenlöpare på svenska, hedrande Thomas Jerdon som beskrev ett stort antal fågelarter i Indien, men justerades 2023 till ett enklare och mer informativt namn av BirdLife Sveriges taxonomikommitté.

## Galleri

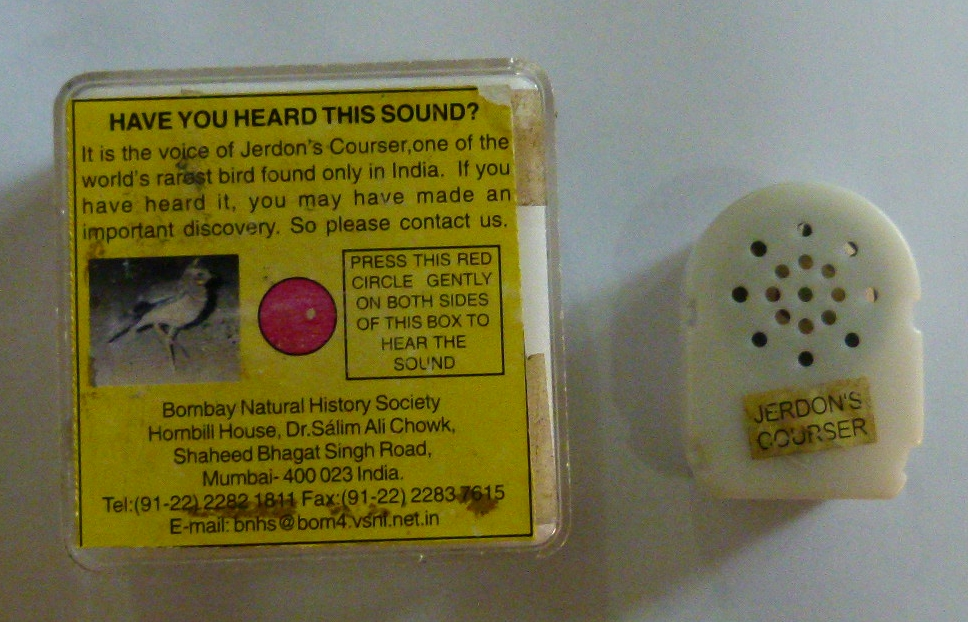